# Parasmittina ilioensis
Parasmittina ilioensis är en mossdjursart som beskrevs av Jacqueline A. Soule 1973. Parasmittina ilioensis ingår i släktet Parasmittina och familjen Smittinidae. Inga underarter finns listade i Catalogue of Life.